# Anidrytus pardalinus
Anidrytus pardalinus es una especie de coleóptero de la familia Endomychidae.

## Distribución geográfica
Habita en Costa Rica.